# Parc provincial et aire protégée Kakwa
Le parc provincial et aire protégée Kakwa (Kakwa Provincial Park and Protected Area) est un parc provincial de 170 890 ha du nord-est de la Colombie-Britannique, au Canada. Il existe d'importantes quantités de fossiles de poissons. Les plus hauts sommets sont le mont Sir Alexander (3270 m) et le mont Ida (3189 m). La pêche est autorisée dans le lac Kakwa. La motoneige est autorisée sur les sentiers, les prés et le long des flancs de montagnes.
La rivière Kakwa prend sa source dans le lac Kakwa, au centre du parc. Le parc tien son nom du mot cri kakwa, qui signifie porc-épic.